# Sanford Saltus Gold Medal
La John Sanford Saltus Medal è il premio più importante della British Numismatic Society, che viene consegnato ogni tre anni, secondo i voti dei soci, per i contributi accademici del destinatario alla numismatica britannica. La medaglia è stata creata nel 1910 con una generosa donazione di John Sanford Saltus (1854-1922), che è stato presidente della Society.
Anche se il premio si basava inizialmente su pubblicazioni nel British Numismatic Journal, le regole sono state ampliate nel 2005 per tener presente tutta la produzione dell'autore nel settore e rendere anche i non membri della società premiabili.

## Premiati
- 1910: P. W. P. Carlyon-Britton
- 1911: Helen Farquhar
- 1914: W. J. Andrew
- 1917: L. A. Lawrence
- 1920: Lt Col. H. W. Morrieson
- 1923: H. A. Parsons
- 1926: G. R. Francis
- 1929: J. S. Shirley-Fox
- 1932: C. Winter
- 1935: R. Carlyon-Britton
- 1938: W. C. Wells
- 1941: C. A. Whitton
- 1944: (Not awarded)
- 1947: R. C. Lockett
- 1950: C. E. Blunt
- 1953: D. F. Allen
- 1956: F. Elmore Jones
- 1959: R. H. M. Dolley
- 1962: H. H. King
- 1965: H. Schneider
- 1968: E. J. Winstanley
- 1968: C. W. Peck (posthumous award)
- 1971: B. H. I. H. Stewart
- 1974: C. S. S. Lyon
- 1977: S. E. Rigold
- 1980: Marion M Archibald
- 1983: D M Metcalf
- 1986: Joan E. L. Murray
- 1989: H. E. Pagan
- 1992: C. E. Challis
- 1995: J. J. North
- 1997: P. Grierson (special award)
- 1999: R. H. Thompson
- 2002: E. M. Besly
- 2005: P. Woodhead
- 2008: Mark Blackburn
- 2011: M. R. Allen